# Lista över offentlig konst i Tibro kommun
Lista över offentlig konst i Tibro kommun är en ofullständig förteckning över utomhusplacerad offentlig konst i Tibro kommun.

| Titel                           | Konstnär(er)                  | Årtal | Beskrivning | Typ - material           | Plats Koordinater                                                           | Bild                                                             |
| ------------------------------- | ----------------------------- | ----- | ----------- | ------------------------ | --------------------------------------------------------------------------- | ---------------------------------------------------------------- |
| Okänd titel                     | Axel Wallin                   | 1950  |             | relief                   | Nyboskolan (yttervägg entré), Nybogatan koordinater saknas                  |                                                                  |
| Urbåten                         | Jan-Olof Hilmersson           | 1982  |             | smide                    | Allégården (uteplats kiosk) koordinater saknas                              |                                                                  |
| Ung pojke                       | Lennart Källström             | 1957  |             | skulptur - brons         | Kv. Köpmannen (flyttad från Järnvägsparken) 58.42511, 14.16332              |                                                                  |
| Blommor till Eva                | Ilhan Koman                   | 1965  |             | skulptur                 | Brittgården, vid Hjovägen koordinater saknas                                |                                                                  |
| Ös på                           | Rolf Denman                   | 1966  |             | fontänskulptur           | Stora torget koordinater saknas                                             |                                                                  |
| Soffa Röd                       | Claes Hake                    | 1998  |             | röd granit               | Lilla Torget koordinater saknas                                             |                                                                  |
| Den gyllene klingan             | Björn Gustafsson              | 2000  |             | förgyllt ädelstål        | Tidanparken, vid Skövdevägen koordinater saknas                             |                                                                  |
| Blommans själ                   | Jan-Olof "JOA" Andersson      | 1994  | 37x13 cm    | Trä                      | Tibro kommuns stadsbibliotek, Gymnasiegatan 29 (inomhus) 58.41639, 14.16611 | Det är troligen inte ok att ladda upp en bild av detta konstverk |
| Duvslaget                       | Henrik Allert                 | 1981  |             |                          | Tibro kommunhus, Centrumgatan 17 58.41667, 14.16639                         |                                                                  |
| Epitafium över en svunnen värld | Elin Elisabeth "Elli" Hemberg | 1984  |             | trä                      | Tibro kommuns stadsbibliotek, Gymnasiegatan 29 (inomhus) 58.41639, 14.16611 | Det är troligen inte ok att ladda upp en bild av detta konstverk |
| Ett par                         | Gösta Millberg                | 1979  | 27x12 cm    | keramik                  | Tibro kommuns stadsbibliotek, Gymnasiegatan 29 (inomhus) 58.41639, 14.16611 | Det är troligen inte ok att ladda upp en bild av detta konstverk |
| Fjäderfä                        | Yvonne Nimar                  | 1992  | 44 cm hög   | stengods                 | Tibro kommuns stadsbibliotek, Gymnasiegatan 29 (inomhus) 58.41639, 14.16611 | Det är troligen inte ok att ladda upp en bild av detta konstverk |
| Fru Musica                      | Sten Ridderland               | 1982  | 40 cm hög   | trä                      | Tibro kommuns musikskola (inomhus) koordinater saknas                       | Det är troligen inte ok att ladda upp en bild av detta konstverk |
| Rosen                           | Jan-Åke Andersson             | 1990  |             | skulptur - keramik, sten | Kvarteret Rosen, Kyrkogatan 18 koordinater saknas                           |                                                                  |
| Klippan                         | Jan-Åke Andersson             | 1991  |             | skulptur - sten          | Kvarteret Pegasus, Karlsbrovägen 10 koordinater saknas                      |                                                                  |